# アミガサハゴロモ
アミガサハゴロモ Pochazia albomaculata (Uhler) はハゴロモ科の昆虫の1つ。全体に深緑色をしており、前翅の前の縁に白斑が1つだけある。

## 特徴

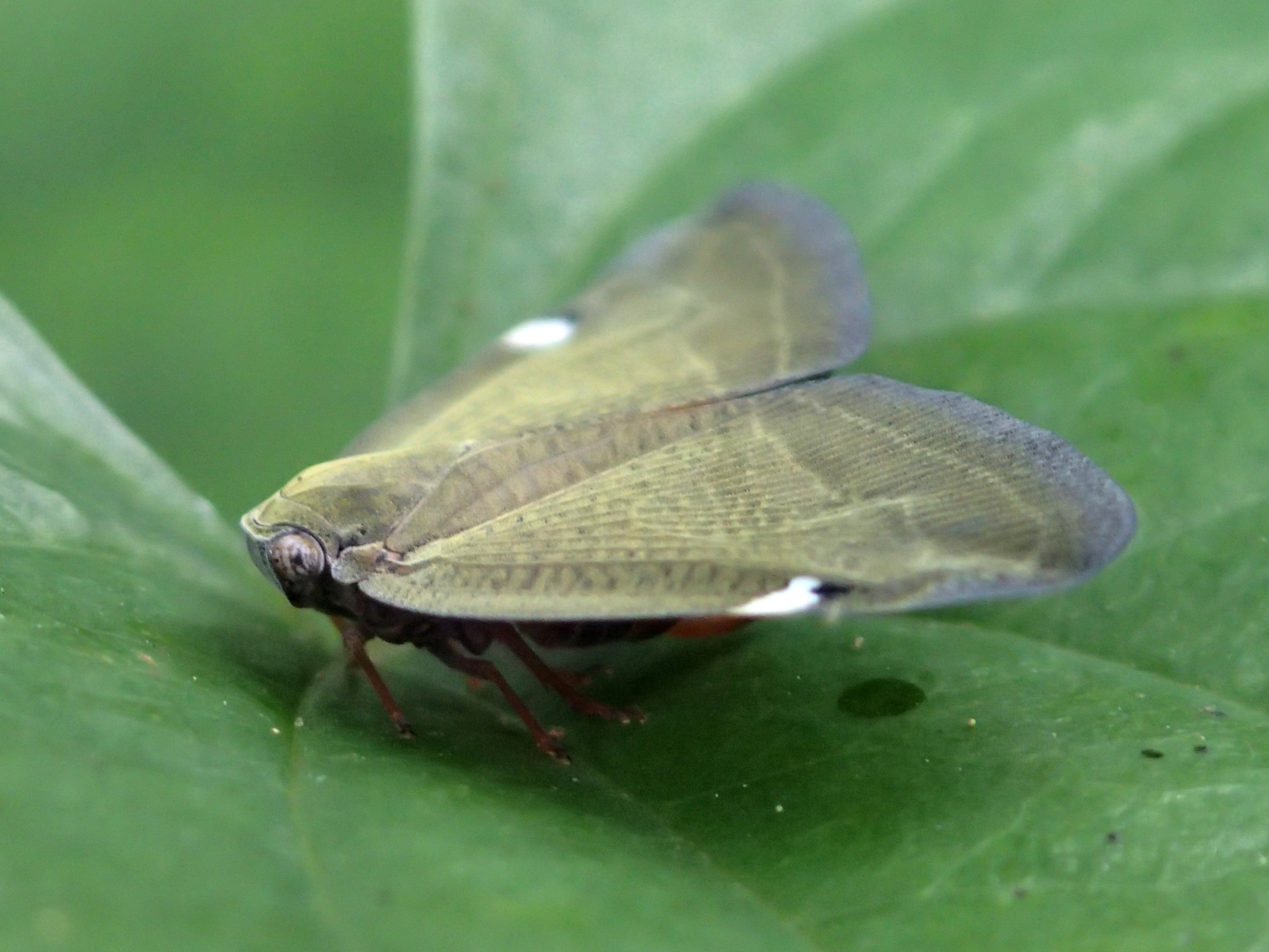
側面

大きな翅を持つ昆虫で、体長は7-9mmに対して体先端から翅の後端までは10-13mm、翅を開くと差し渡し20-25mmに達する。全体に黒っぽくて暗緑色の粉に覆われる。頭部は前後に短く、左右に幅広く、周辺が隆起する。また中央に縦に3本の稜があるが、いずれも後端まで届かない。複眼と触角は暗褐色で、単眼は黄色。前胸背は黒で、正中線に隆起がある。小楯板は広くて黒、3本の縦稜があってそれらは前端で互いに近づいている。またその両側にも短い隆起線が1本ずつある。腹部背面は暗褐色。前翅は幅広くて暗褐色から黒褐色で中央が色薄く、暗緑色の粉で覆われる。その前縁の中央より少し外側にはっきりした白い斑紋がある。後翅は透明ながらはっきりと褐色を帯び、翅脈は黒褐色。身体の下面と歩脚は暗黄褐色をしている。

## 分布、生態など
本州、四国、九州と南西諸島に分布し、平地から山地の雑木林で見られる。
7-9月に主にカシ類の葉の上で見られる。

## 分類
本種はかつてP. fuscata albomaculata とされたことがあり、この原亜種はインドからマレーやスマトラなどに産するものである。
同科のものとしては別属になるがベッコウハゴロモやスケバハゴロモも日本では比較的普通に見られる。

### 類似種

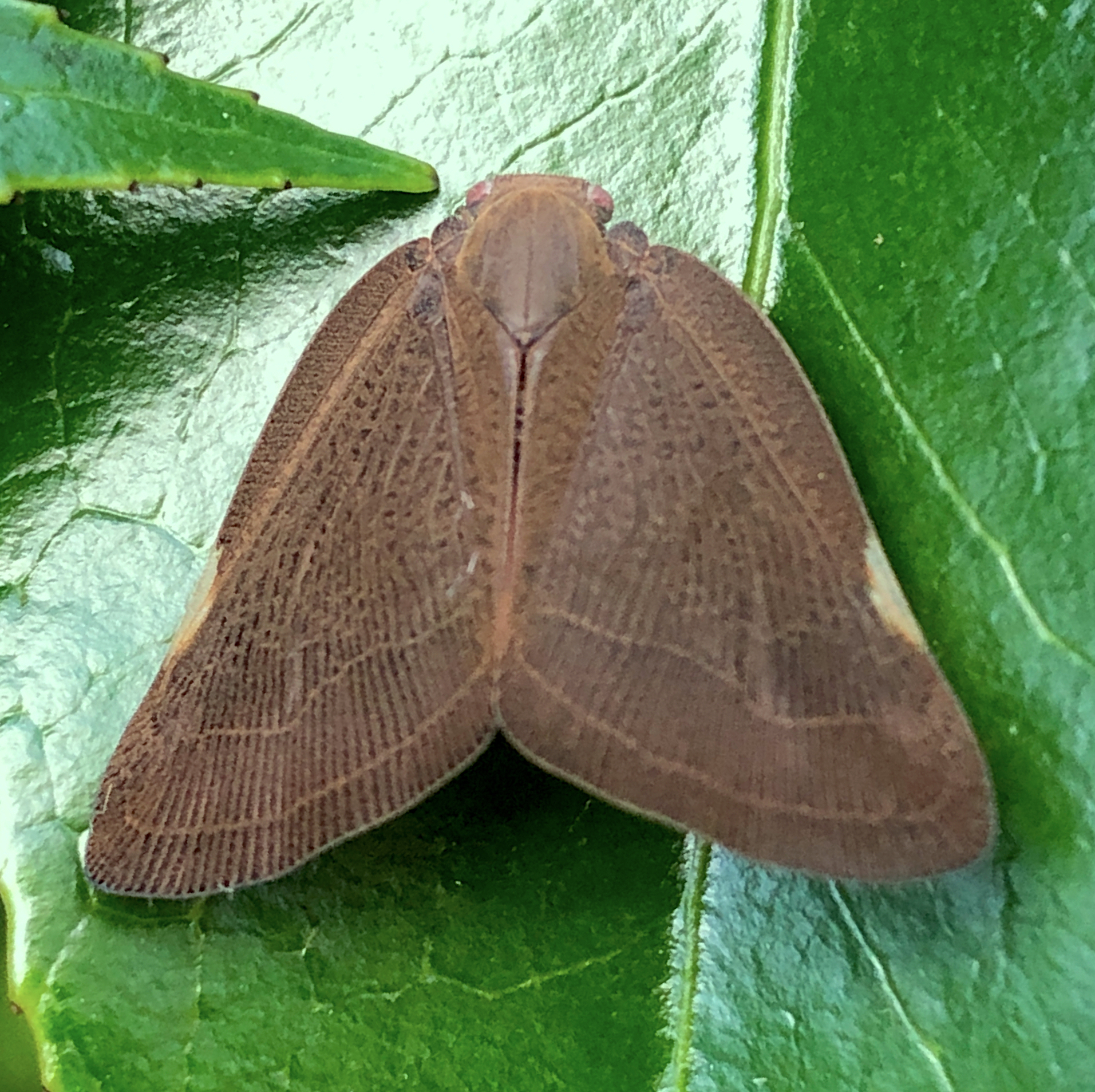
チュウゴクアミガサハゴロモ（名古屋市東谷山フルーツパーク。2020年10月24日）

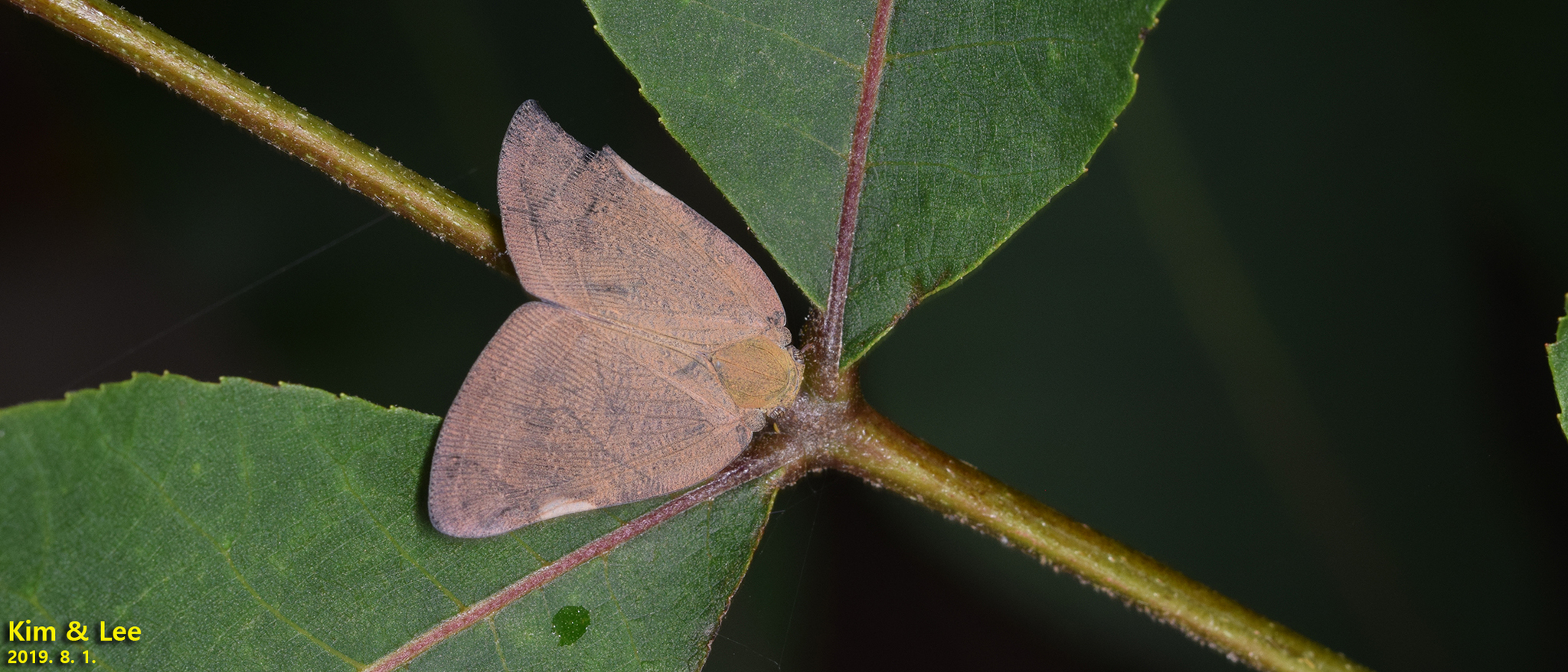
チュウゴクアミガサハゴロモ（韓国の外来個体）

- チュウゴクアミガサハゴロモ[4] Ricania shantungensis Chou & Lu, 1977[5]

2018年頃から日本国内でも見られるようになったアミガサハゴロモによく似た外来種。翅を合わせた自然状態での全長（頭から翅端まで）はオスが14mmほど、メスが15mmほどでアミガサハゴロモよりやや大きい。前翅の白斑がアミガサハゴロモのようなクサビ形ではなく低い三角形～台形もしくは浅い円弧状であることや、表面の微粉がアミガサハゴロモのような暗緑色ではなく鉄サビ色であることで区別がつく。1977年に中国山東省から記載された種で、原記載での寄主植物はカキノキ属 とサンザシ属 とされているが、実際には広食性で200種以上の寄主植物が報告されている。本種の外来が最初に報告されたのは韓国で、2010年に初めて確認されて以降急速に同国内で分布が拡大した。続いて2018年にはトルコと南フランス、2021年にはドイツで、2022年にはイタリアのトスカーナやロシア西部のソチでも見つかった。
本種を Pochazia 属に分類して学名を Pochazia shantungensis (Chou & Lu, 1977)とする場合もあるが、分子系統解析の結果では本種は Ricania 属に分類するのが妥当だとの報告がなされている。しかしその後も Pochazia 属に置かれることも多い。